# Castelló d'Empúries
Castelló d'Empúries là một đô thị trong comarca Alt Empordà, Girona, Catalonia, Tây Bna Nha. Đô thị này có diện tích 42,3 km², dân số năm 2006 là 10.021 người.
Đô thị này nằm ở độ cao 16 m, cách Figueras 16 km, cách Gerona 54 km, cách Barcelona 153 km.